# Ron Williams
Ronald Robert "Ron" Williams (Weirton, Virginia Occidental, 24 de septiembre de 1944 - San Francisco, California, 4 de abril de 2004) fue un jugador de baloncesto estadounidense que disputó ocho temporadas en la NBA. Con 1,90 metros de estatura, jugaba en la posición de base.

## Trayectoria deportiva

### Universidad
Jugó durante cuatro temporadas con los Mountaineers de la Universidad de Virginia Occidental, en las que promedió 20,1 puntos y 4,5 rebotes por partido. En su temporada júnior repartió 197 asistencias en 28 partidos (7 por partido), lo cual sigue siendo récord de la universidad. En su última temporada fue elegido mejor jugador de la Southern Conference.

#### Estadísticas
| Año     | Equipo        | PJ | PT | MPP  | %TC  | %3P | %TL  | RPP | APP | ROB | TPP | PPP  |
| ------- | ------------- | -- | -- | ---- | ---- | --- | ---- | --- | --- | --- | --- | ---- |
| 1965–66 | West Virginia | 28 | -  | -    | .443 | -   | .728 | 5.3 | -   | -   | -   | 19.7 |
| 1966–67 | West Virginia | 28 | -  | 37.2 | .455 | -   | .710 | 4.3 | 7.0 | -   | -   | 20.1 |
| 1967–68 | West Virginia | 28 | -  | -    | .422 | -   | .783 | 3.8 | 5.5 | -   | -   | 20.4 |
| Total   | Total         | 84 | -  | 37.2 | .439 | -   | .741 | 4.5 | 6.3 | -   | -   | 20.1 |

### Profesional
Fue elegido en la novena posición del Draft de la NBA de 1968 por San Francisco Warriors, y también por los New Orleans Buccaneers en el draft de la ABA, eligiendo la primera opción. Tras una primera temporada en la que actuó como suplente, pero que dejó unas buenas estadísticas de 7,8 puntos y 3,3 asistencias, acabó haciéndose con el puesto de titular al año siguiente, en la que sería su mejor campaña como profesional, acabando con 14,8 puntos y 5,3 asistencias por partido. Al año siguiente batiría su récord de pases buenos, acabando entre los 10 mejores asistentes de la liga. Además, perdió el título de mejor lanzador de tiros libres por una sola décima, acabando tercero tras Oscar Robertson y Chet Walker.
El equipo cambió en la temporada 1971-72 de denominación, pasando a ser los Golden State Warriors, y Williams fue poco a poco perdiendo protagonismo en el mismo. En 1973 fue traspasado a Milwaukee Bucks, donde fue el base suplente, llegando a disputar las Finales de la NBA en las que perdieron ante Boston Celtics en cinco partidos. Tras una temporada más en los Bucks, fue traspasado a Los Angeles Lakers a cambio de una futura ronda del draft, pero un mes después, fue cortado por el equipo, decidiendo retirarse. En el total de su carrera promedió 9,3 puntos y 3,5 asistencias por partido.

## Estadísticas de su carrera en la NBA

### Temporada regular
| Temp.   | Edad | Equipo      | Liga | P   | TIT | MIN  | TC  | TCA  | %TC  | 3P | 3PA | %3P | TL  | TLA | %TL  | R.OF. | R.DEF. | REB | ASIS | ROB | TAP | PER | FP  | PTS  |
| 1968-69 | 24   | S.Francisco | NBA  | 75  |     | 19.6 | 3.2 | 7.6  | .420 |    |     |     | 1.5 | 1.9 | .768 |       |        | 2.4 | 3.3  |     |     |     | 2.3 | 7.8  |
| 1969-70 | 25   | S.Francisco | NBA  | 80  |     | 30.4 | 5.7 | 13.1 | .432 |    |     |     | 3.5 | 4.2 | .822 |       |        | 2.4 | 5.3  |     |     |     | 3.6 | 14.8 |
| 1970-71 | 26   | S.Francisco | NBA  | 82  |     | 34.3 | 5.2 | 11.9 | .436 |    |     |     | 4.0 | 4.8 | .844 |       |        | 3.0 | 5.9  |     |     |     | 3.7 | 14.4 |
| 1971-72 | 27   | G. State    | NBA  | 80  |     | 24.2 | 3.6 | 7.7  | .474 |    |     |     | 2.4 | 2.9 | .833 |       |        | 1.8 | 3.9  |     |     |     | 2.9 | 9.7  |
| 1972-73 | 28   | G. State    | NBA  | 73  |     | 13.9 | 2.5 | 5.6  | .440 |    |     |     | 1.0 | 1.1 | .904 |       |        | 1.1 | 1.6  |     |     |     | 1.5 | 6.0  |
| 1973-74 | 29   | Milwaukee   | NBA  | 71  |     | 15.9 | 2.7 | 5.5  | .489 |    |     |     | 0.8 | 1.0 | .882 | 0.3   | 0.7    | 1.0 | 2.2  | 0.7 | 0.0 |     | 1.6 | 6.3  |
| 1974-75 | 30   | Milwaukee   | NBA  | 46  |     | 11.4 | 1.3 | 3.6  | .376 |    |     |     | 0.5 | 0.6 | .828 | 0.2   | 0.7    | 0.9 | 1.5  | 0.5 | 0.0 |     | 1.5 | 3.2  |
| 1975-76 | 31   | L.A. Lakers | NBA  | 9   |     | 17.6 | 1.9 | 4.8  | .395 |    |     |     | 1.1 | 1.4 | .769 | 0.2   | 1.9    | 2.1 | 2.3  | 0.3 | 0.0 |     | 1.7 | 4.9  |
| Total   |      |             | NBA  | 516 |     | 22.2 | 3.6 | 8.2  | .441 |    |     |     | 2.1 | 2.5 | .833 | 0.2   | 0.8    | 1.9 | 3.5  | 0.6 | 0.0 |     | 2.5 | 9.3  |

### Playoffs
| Temp.   | Edad | Equipo      | Liga | P  | MIN | TCA | TC  | 3PA | 3P | TLA | TL | R.OF. | REB | ASIS | ROB | TAP | PER | FP | PTS | %TC  | %3P | %FT   | MIN  | PTS  | REB | AST |
| 1968-69 | 24   | S.Francisco | NBA  | 4  | 42  | 10  | 26  |     |    | 4   | 4  |       | 4   | 3    |     |     |     | 4  | 24  | .385 |     | 1.000 | 10.5 | 6.0  | 1.0 | 0.8 |
| 1970-71 | 26   | S.Francisco | NBA  | 5  | 172 | 24  | 63  |     |    | 17  | 19 |       | 17  | 29   |     |     |     | 19 | 65  | .381 |     | .895  | 34.4 | 13.0 | 3.4 | 5.8 |
| 1971-72 | 27   | G. State    | NBA  | 5  | 83  | 9   | 31  |     |    | 14  | 15 |       | 8   | 10   |     |     |     | 12 | 32  | .290 |     | .933  | 16.6 | 6.4  | 1.6 | 2.0 |
| 1972-73 | 28   | G. State    | NBA  | 3  | 20  | 4   | 6   |     |    | 1   | 1  |       | 1   | 5    |     |     |     | 1  | 9   | .667 |     | 1.000 | 6.7  | 3.0  | 0.3 | 1.7 |
| 1973-74 | 29   | Milwaukee   | NBA  | 15 | 354 | 57  | 122 |     |    | 16  | 20 | 6     | 27  | 47   | 9   | 3   |     | 40 | 130 | .467 |     | .800  | 23.6 | 8.7  | 1.8 | 3.1 |
| Career  |      |             | NBA  | 32 | 671 | 104 | 248 |     |    | 52  | 59 | 6     | 57  | 94   | 9   | 3   |     | 76 | 260 | .419 |     | .881  | 21.0 | 8.1  | 1.8 | 2.9 |

## Vida personal
Tras retirarse como jugador, fue varios años entrenador de baloncesto a todos los niveles, llegando a ser asistente en las universidades de California-Berkeley e Iona. 
Falleció en 2004 en San Francisco víctima de un ataque al corazón.